# Woudrichem

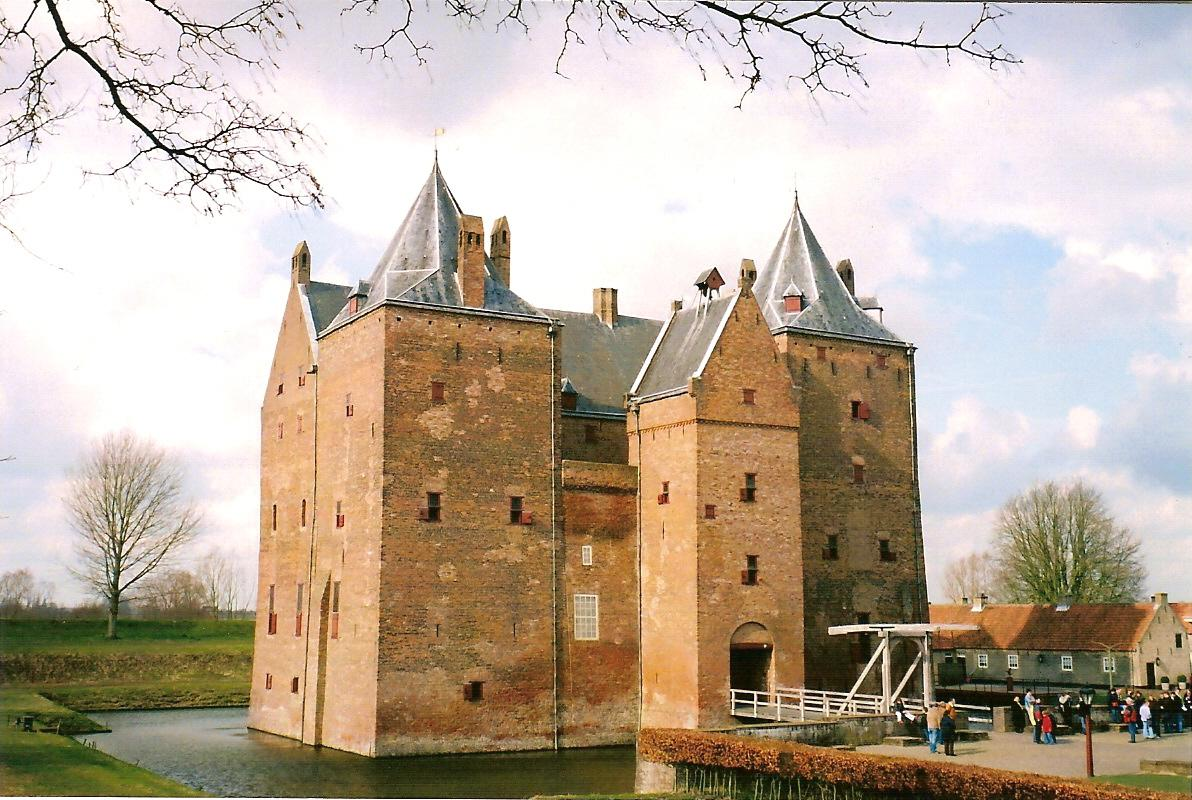
Schloss Loevestein

Woudrichem (anhörenⓘ) ist eine alte Festungsstadt an der Merwede in der Provinz Noord-Brabant (Land van Heusden en Altena). Zum 1. Januar 2019 wurde die ehemals eigenständige Gemeinde mit den Gemeinden Aalburg und Werkendam zur neuen Gemeinde Altena zusammengeschlossen.

## Gemeinde
Die Gemeinde bestand neben Woudrichem aus den Siedlungsgebieten und Ortsteilen Almkerk, Andel, Giessen, Oudendijk, Rijswijk, Uitwijk, Uppel und Waardhuizen.

## Stadt Woudrichem
Woudrichem ist mit der nördlichen Nachbargemeinde Gorinchem und dem östlich gelegenen Schloss Loevestein mit einer Fußgängerfähre verbunden. Das alte Zentrum Woudrichems wird von der gotischen Kirche beherrscht.

## Geschichte

### Gründung des Ortes Woudrichem
Dort, wo sich derzeit die Hoogstraat (Hochstraße) und die Molenstraat (Mühlenstraße) befinden, entstand im 9. Jahrhundert ein Marktplatz. Gegen 1000 weitete sich der Ort in Richtung Norden aus.

### Stadtrechte
In Almkerk stand seit 1270 ein Kastell Altena als Zentrum des Landes von Altena. Im Jahr 1356 verlieh der Herr Wilhelm V. von Altena und Horn, der dem Haus Horn angehörte, dem Ort, der inzwischen stark zugenommen hatte, die Stadtrechte. Der Graf von Holland verlegte im gleichen Jahr die Zollstation von Niemandsvriend gegenüber dem heutigen Sliedrecht nach Woudrichem. Dirk (Dietrich) Luf von Horn, der Nachfolger Wilhelms V., verlieh der Stadt 1362 die Fischereirechte. In dieser Zeit wurde auch die Martinuskirche gebaut. 1386 begann man, die Stadtmauer zu errichten.
Die Feierlichkeiten anlässlich des 650. Jahrestages der Verleihung der Stadtrechte fanden in der Zeit vom 25. August bis zum 17. September 2006 statt.

### Jakobäa von Straubing-Holland
Im Jahr 1386 übernahm Graf Albrecht von Holland das Land van Altena. Graf Albrecht und später sein Sohn Wilhelm II. ließen sich als Herren van Altena titulieren. Erst 1417 gab Jakobäa von Straubing-Holland, die einzige Tochter Wilhelms II., das Gebiet an das Haus van Horne (auch: de Horne) zurück.

### Sankt Elisabethflut
1421 wurde das Gebiet um Woudrichem von der Elisabethenflut völlig überspült. Anschließend war die Bevölkerung kaum noch in der Lage, für sich selbst zu sorgen.

### Strategische Lage des Ortes
Die strategische Lage am Rand des damaligen als „Holland“ bezeichneten Gebietes brachte Woudrichem oft Nachteile. So wurde die Stadt mehrmals überfallen: 1405 von den Arkelern, 1511 von Geldern, 1573 zweimal von den Spaniern.

### Untergang und Neuaufbau
1573 wurde die Stadt völlig abgebrannt. In der Zeit von 1583 bis 1588 wurden noch innerhalb der bisherigen Stadtmauern weitere Wallanlagen errichtet, sodass das verbliebene Stadtgebiet nahezu halbiert wurde. Erst jetzt konnte Woudrichem wieder aufgebaut werden. Dieses gelang nur mit der Hilfe und der Unterstützung anderer Städte.

### Woudrichem in (Nord-)Brabant
Nach der französischen Zeit wurde Woudrichem 1815 endgültig brabantisch.

## Sitzverteilung im Gemeinderat 2008
- CDA, 5 Sitze
- Gemeentebelangen, 3 Sitze
- PvdA, 3 Sitze
- CU, 2 Sitze
- VVD, 2 Sitze

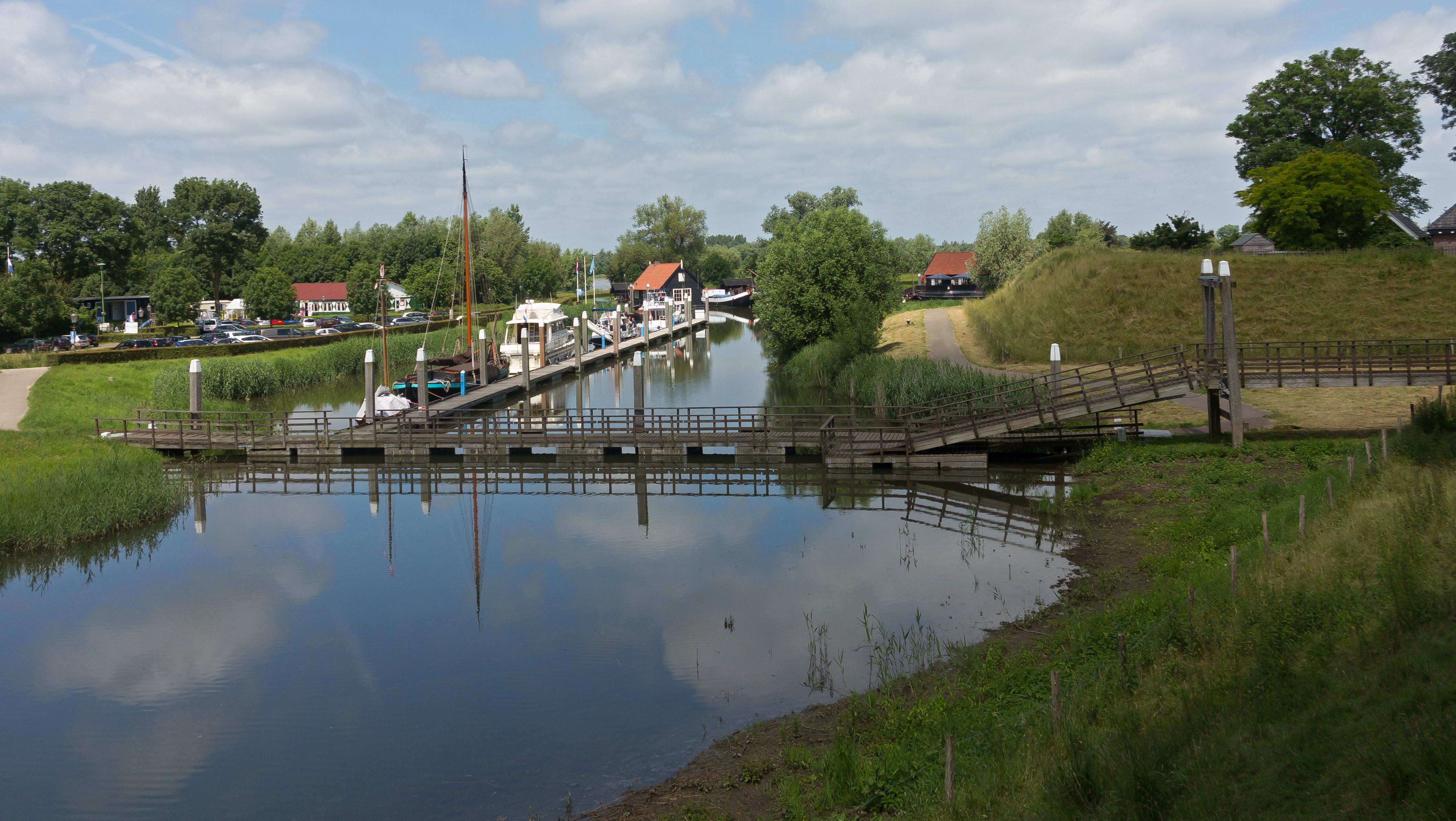
Der historische Hafen in Woudrichem
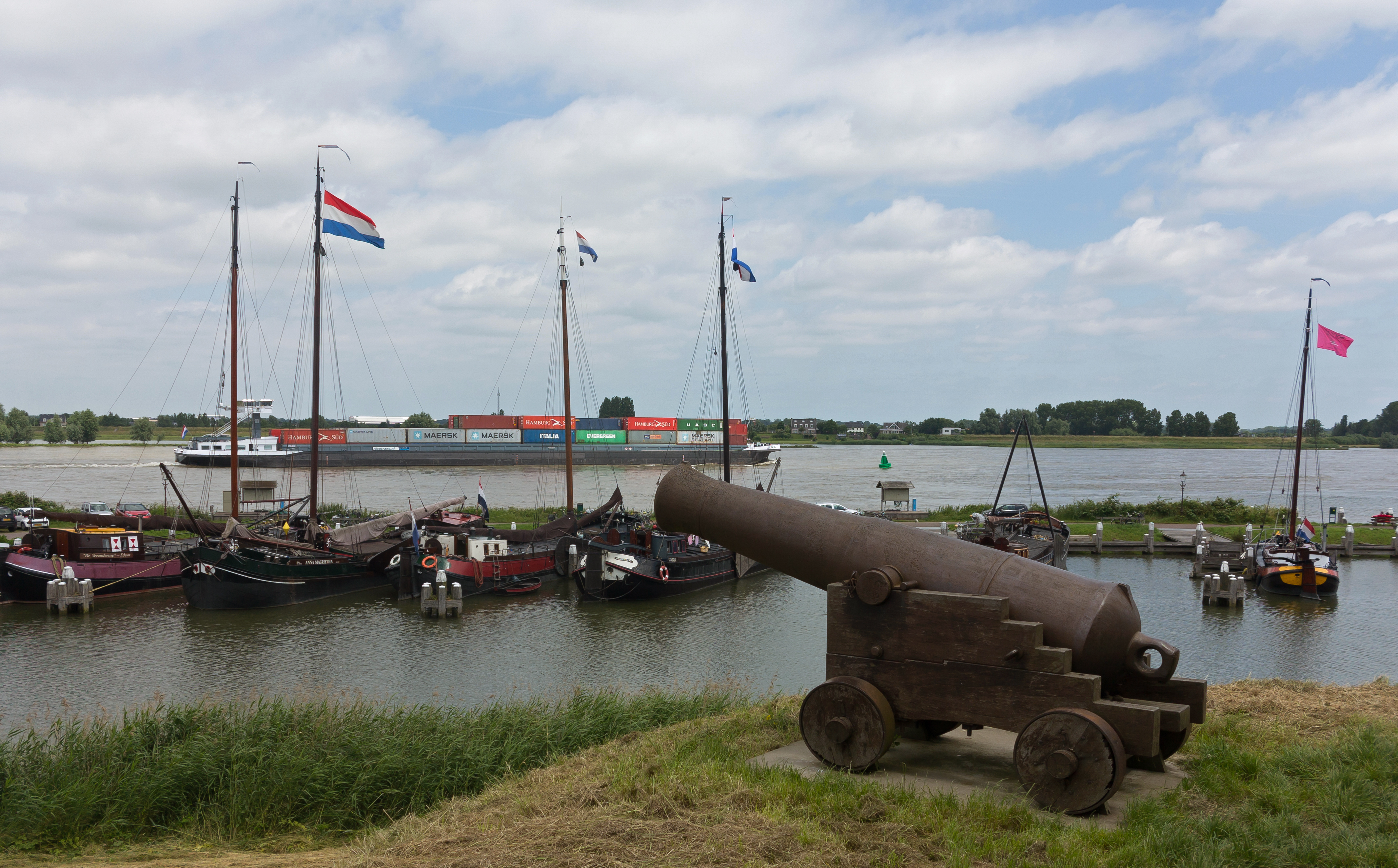
Der historische Hafen in Woudrichem
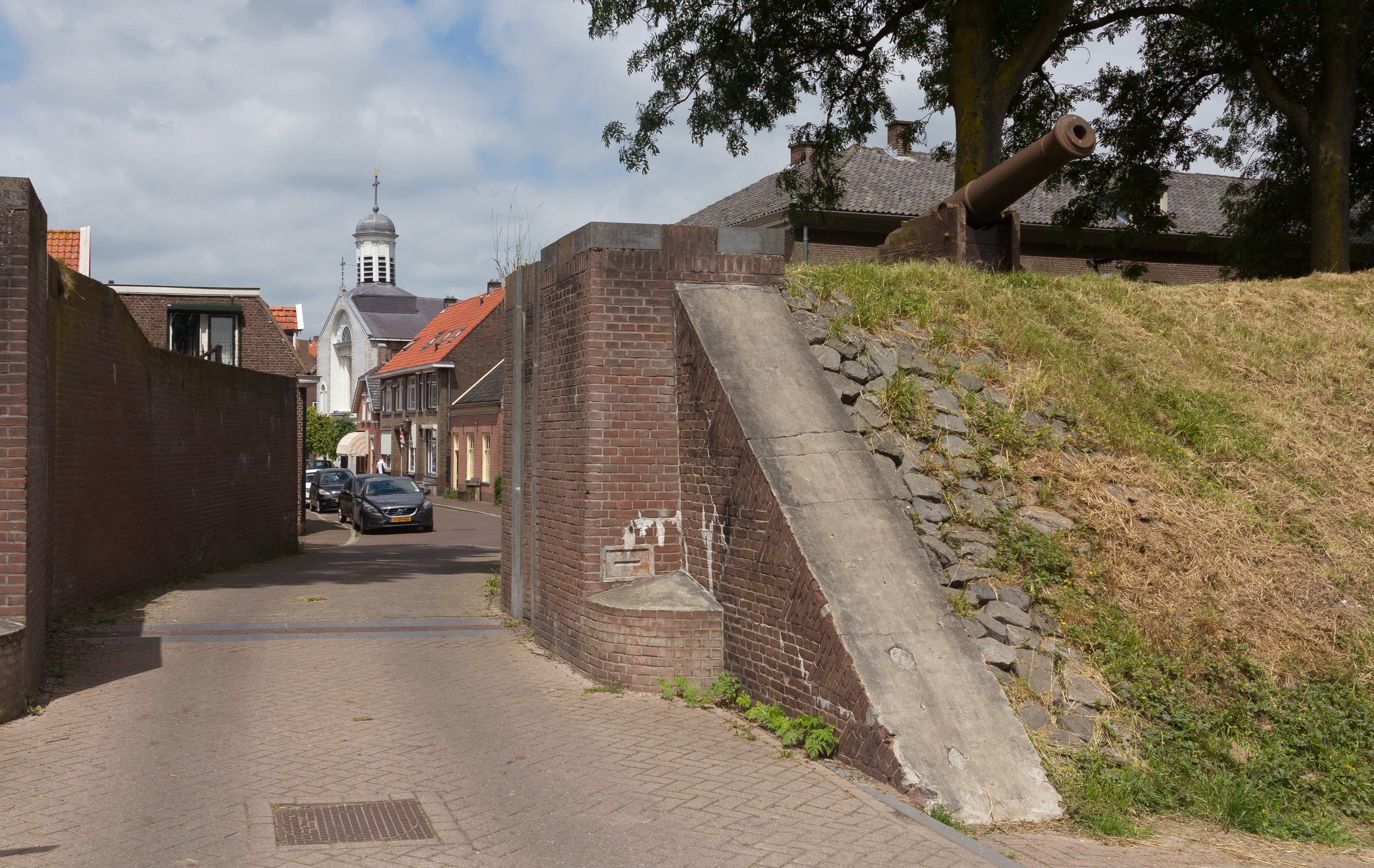
Straßenbild in Woudrichem
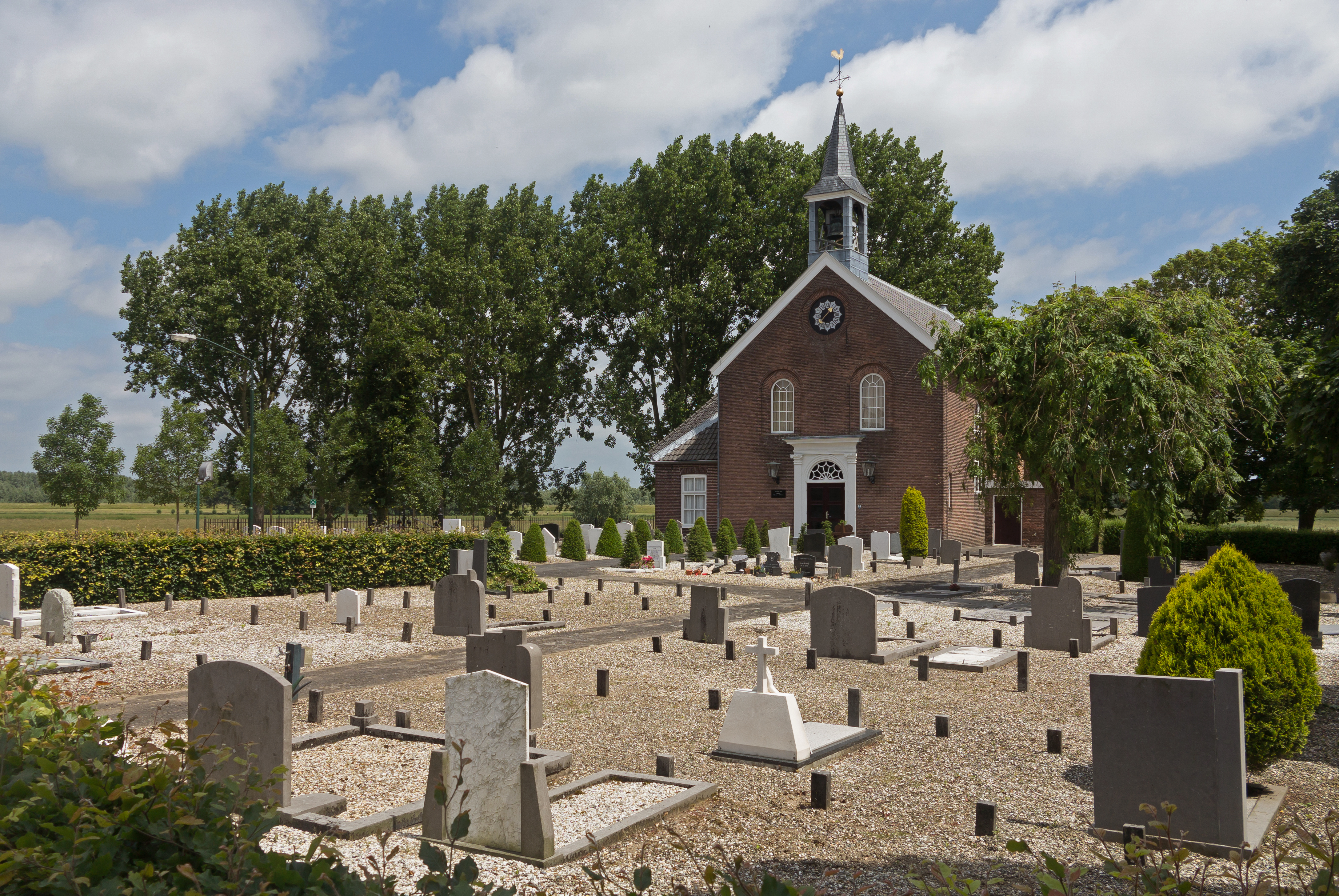
Reformierte Kirche in Giessen
- Jährlicher Fisch-Back-Wettbewerb

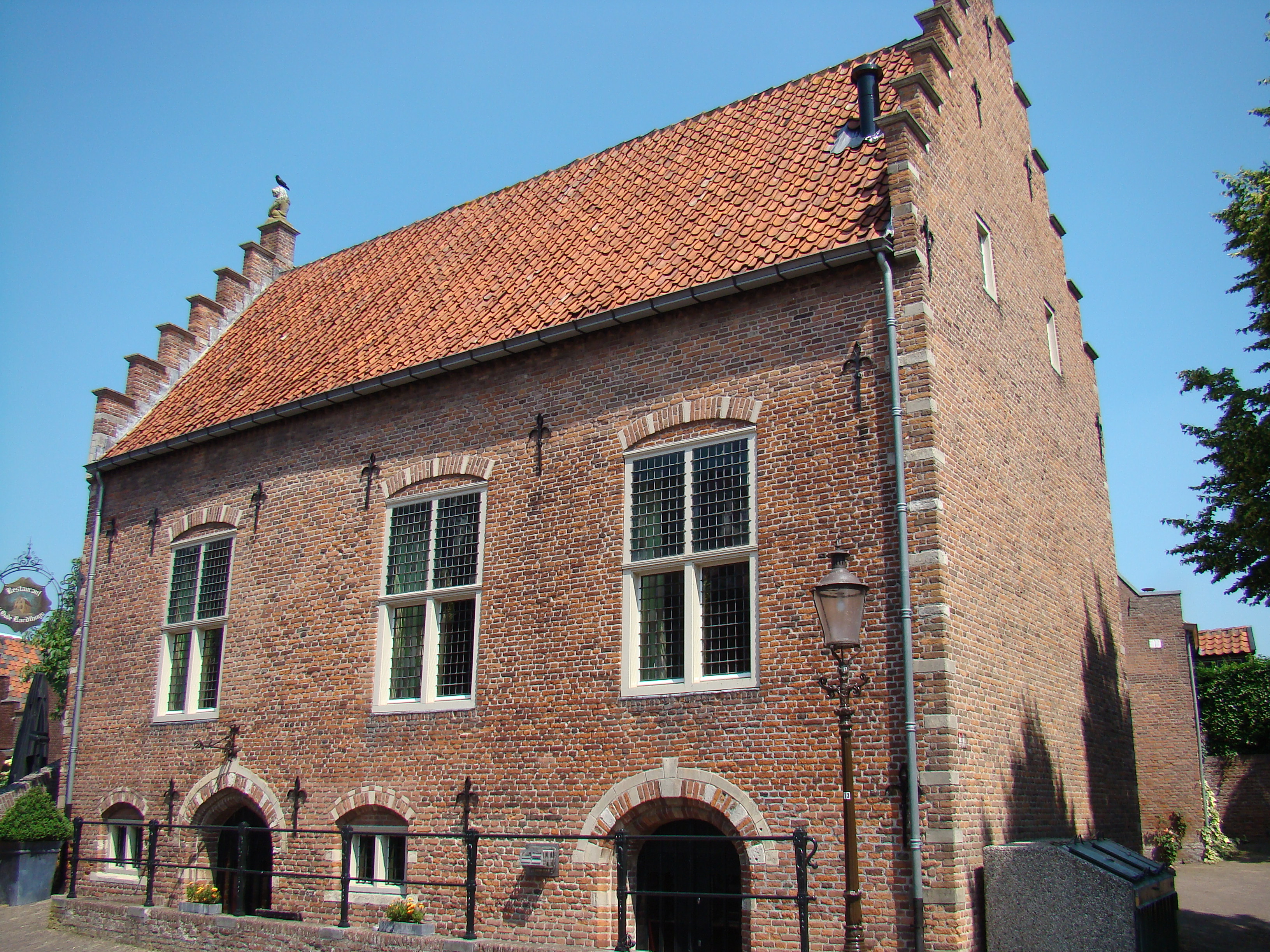
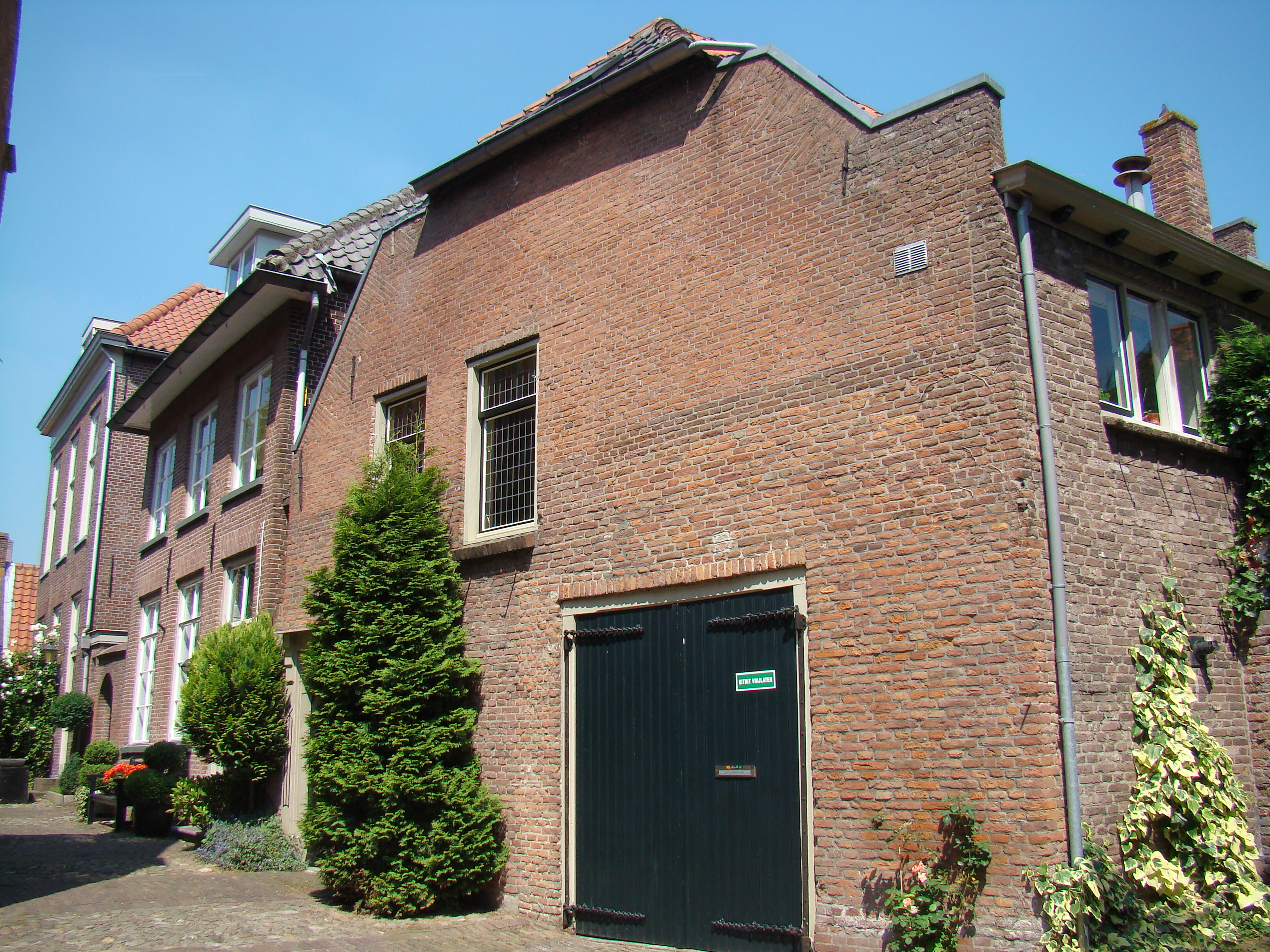
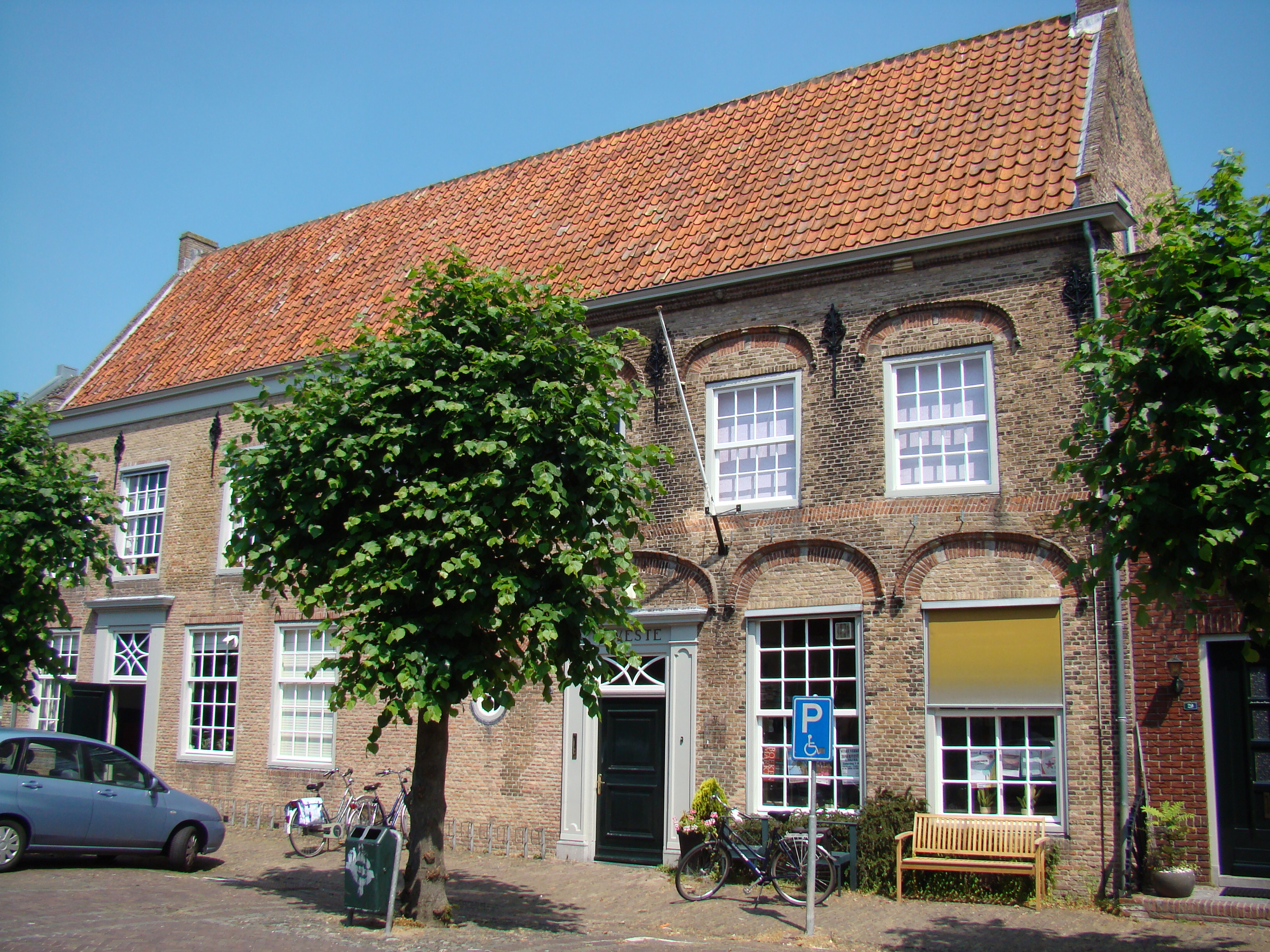
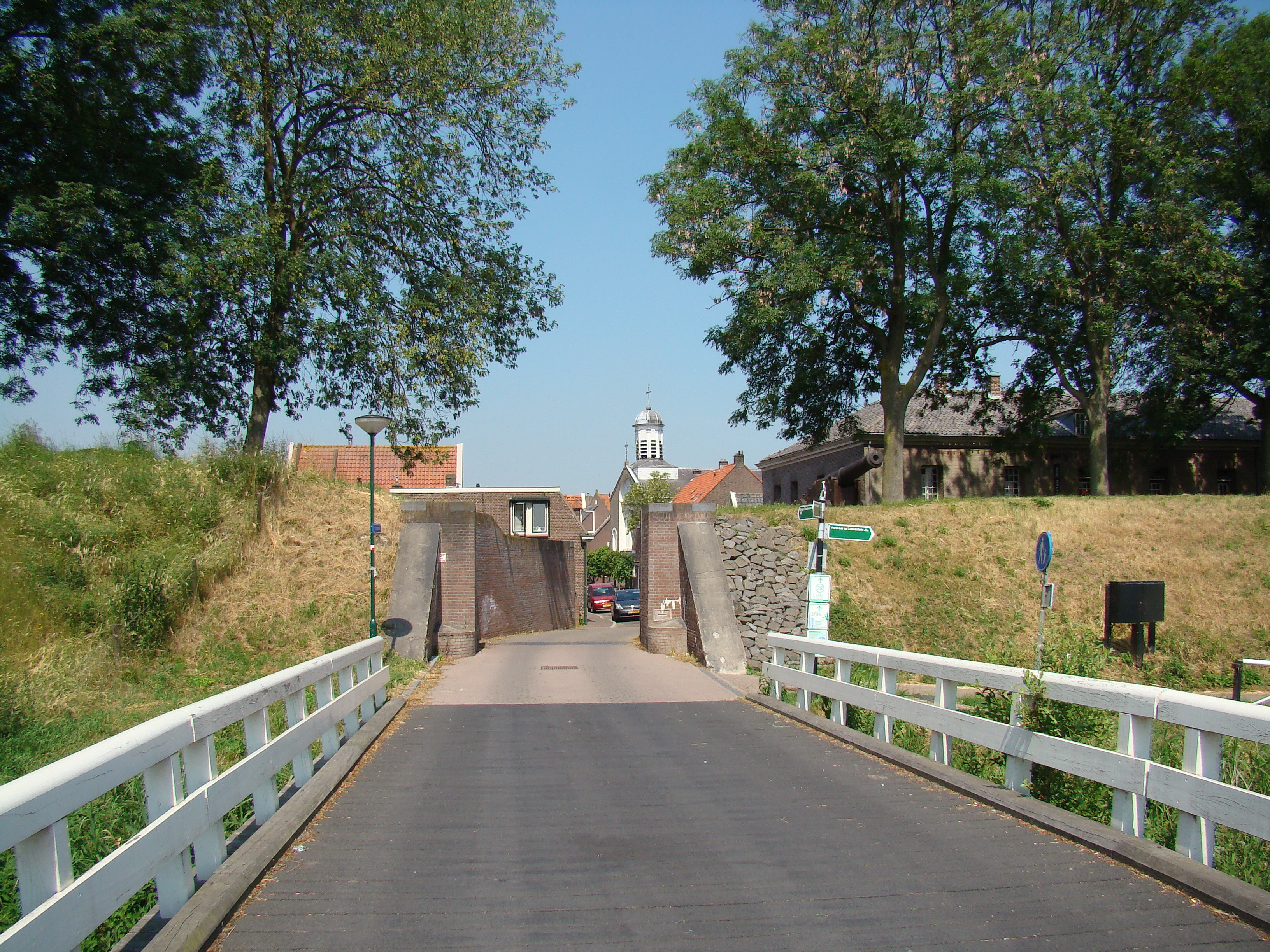
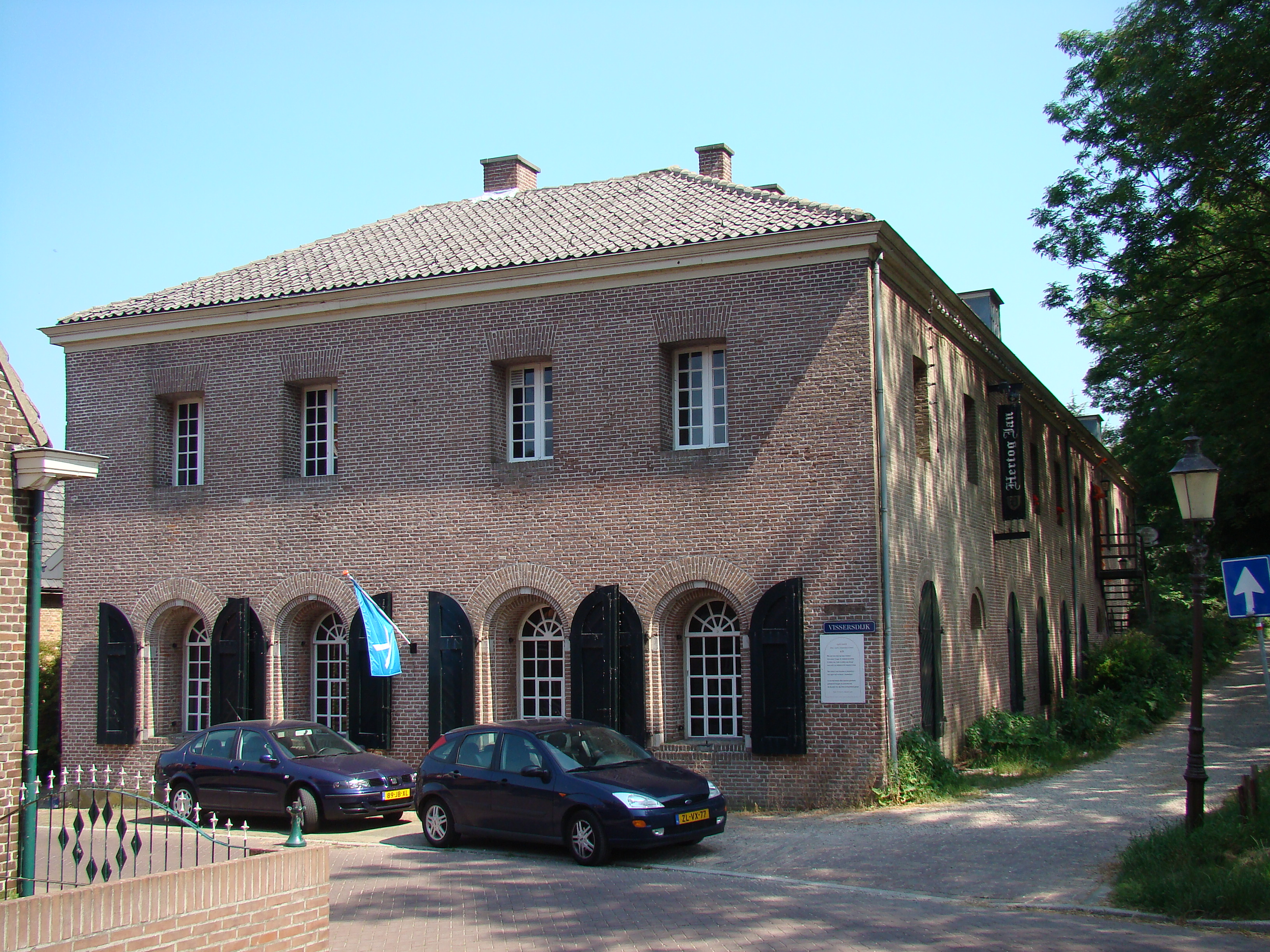
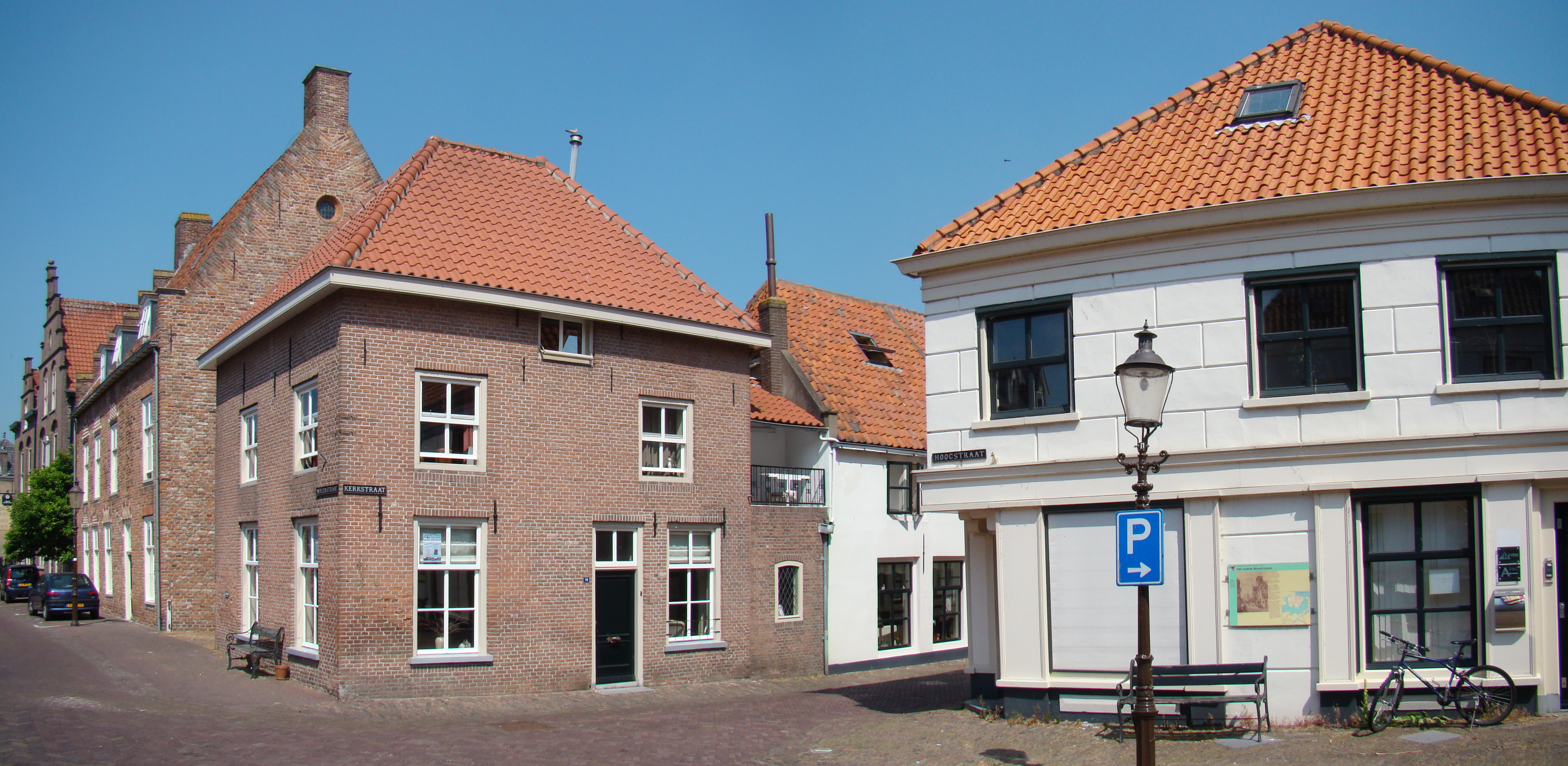
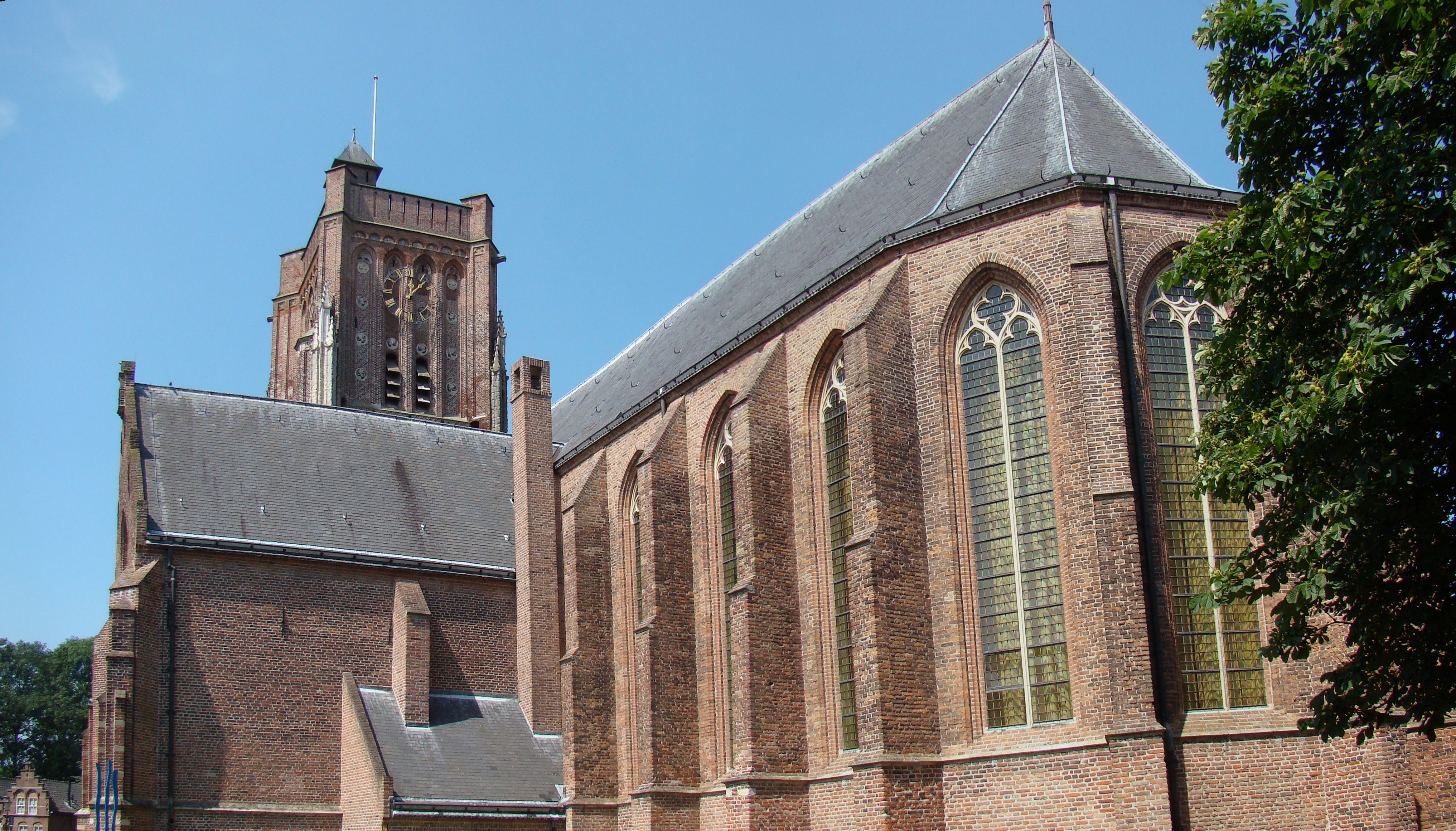
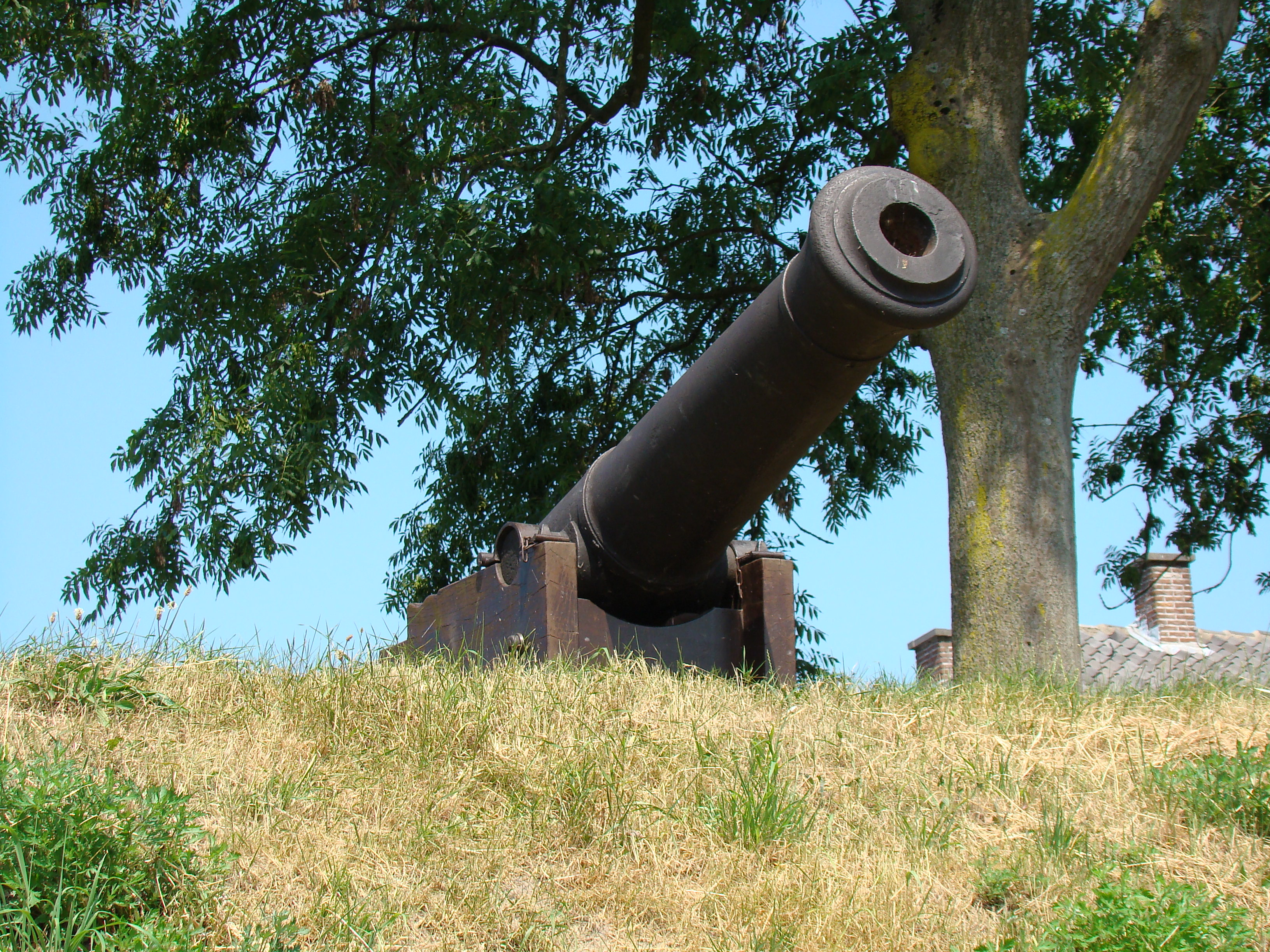